# Mongkol Borey
Mongkol Borey (khmeră ស្រុកមង្គលបូរី) este un oraș din Cambodgia.